# 福島洋尚
福島 洋尚（ふくしま ひろなお、1965年 - ）は、日本の法学者。専門は会社法、金融商品取引法。早稲田大学大学院法務研究科教授。公認会計士試験試験委員、佐藤食品工業ガバナンス評価委員会委員、ランド第三者調査委員会委員、サーキュレーション特別調査委員会委員などを歴任。

## 人物・経歴
1989年青山学院大学卒業。1994年南山大学法学部専任講師。1997年南山大学法学部助教授。2000年法政大学法学部助教授。2003年法政大学法学部教授。2006年ミュンヘン大学法学部客員研究員。2008年公認会計士試験試験委員。2009年法政大学大学院法学研究科長、佐藤食品工業ガバナンス評価委員会委員。2011年早稲田大学大学院法務研究科教授。2012年ランド第三者調査委員会委員。2019年トライステージ特別委員会委員。2023年サーキュレーション特別調査委員会委員。専門は会社法、金融商品取引法。

## 著作
- 『Law Practice商法』（黒沼悦郎編著, 中東正文, 松井秀征, 行澤一人と共著）商事法務 2011年
- 『会社法 = CORPORATE LAW』（中東正文, 白井正和, 北川徹と共著）有斐閣 2015年

### 編集
- 『企業法の現代的課題 : 正井章筰先生古稀祝賀』（上村達男, 尾崎安央, 鳥山恭一, 黒沼悦郎と編集委員）成文堂 2015年
- 『企業法学の論理と体系 : 永井和之先生古稀記念論文集』（丸山秀平, 中島弘雅, 南保勝美と共編）中央経済社 2016年
- 『商法演習』（鳥山恭一と共編）成文堂 2020年